# Matthiola subglabra
Matthiola subglabra är en korsblommig växtart som beskrevs av Jiří Ponert. Matthiola subglabra ingår i släktet lövkojor, och familjen korsblommiga växter. Inga underarter finns listade i Catalogue of Life.